# جوشکاری گاز داغ
جوشکاری گاز داغ یک فرآیند دستی جوشکاری پلاستیک برای اتصال مواد ترموپلاستیک است. در این روش، با استفاده از مشعل گاز داغ، هوای گرم به سطح اتصال و میله جوشکاری هدایت می‌شود تا مواد تا دمای نرم‌شدگی خود گرم شوند. اعمال فشار بر میله جوشکاری گرم‌شده در محل اتصال، موجب پیوند میان مواد و تشکیل جوش نهایی می‌گردد. این تکنیک به‌راحتی قابل خودکارسازی نیست و عمدتاً برای تعمیرات یا تولیدات خاص در مقیاس کوچک و قطعات با هندسه پیچیده به‌کار می‌رود.

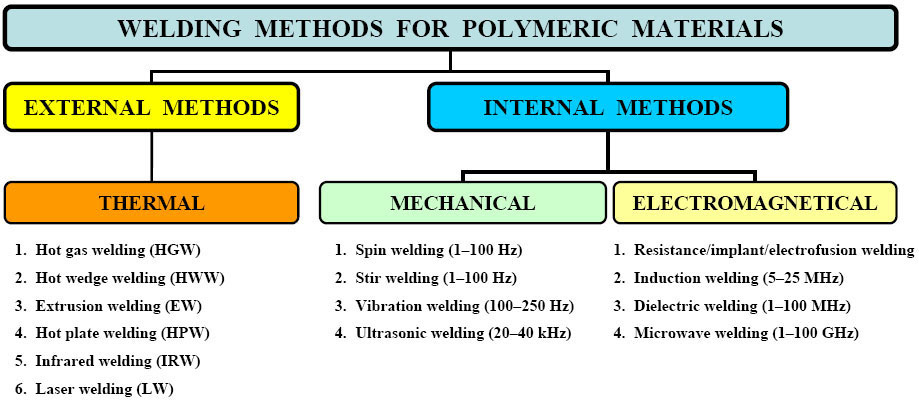
رده‌بندی روش‌های جوشکاری برای مواد پلیمری نیمه‌ساخته

## فنون جوشکاری
در جوشکاری گاز داغ، دو روش متداول برای انجام عملیات جوشکاری وجود دارد: جوشکاری دستی و جوشکاری سرعتی. همچنین ممکن است از جوشکاری موقتی (Tack welding) برای تثبیت اجزاء در موقعیت مناسب پیش از شروع فرآیند جوشکاری اصلی استفاده شود.
جوشکاری دستی
در روش جوشکاری دستی، میله جوشکاری مستقیماً توسط جوشکار به محل اتصال اعمال می‌شود. این روش با عناوینی مانند جوشکاری با دست آزاد یا جوشکاری پنکه‌ای نیز شناخته می‌شود. در این روش، مشعل گاز داغ در یک دست نگه داشته شده و به‌صورت نوسانی، به‌طور متناوب و سریع، میله جوشکاری و سطح اتصال را گرم می‌کند. فشار نیز به‌صورت دستی و بدون استفاده از نازل، بر میله جوش وارد می‌شود. این تکنیک برای اغلب پیکربندی‌ها مناسب است و به‌ویژه برای جوشکاری نواحی محدود یا طراحی‌های پیچیده اتصال که فضای کاری محدودی دارند، بسیار سودمند است، زیرا استفاده از میله جوش تنها محدود به موقعیت‌هایی است که امکان دسترسی وجود دارد.

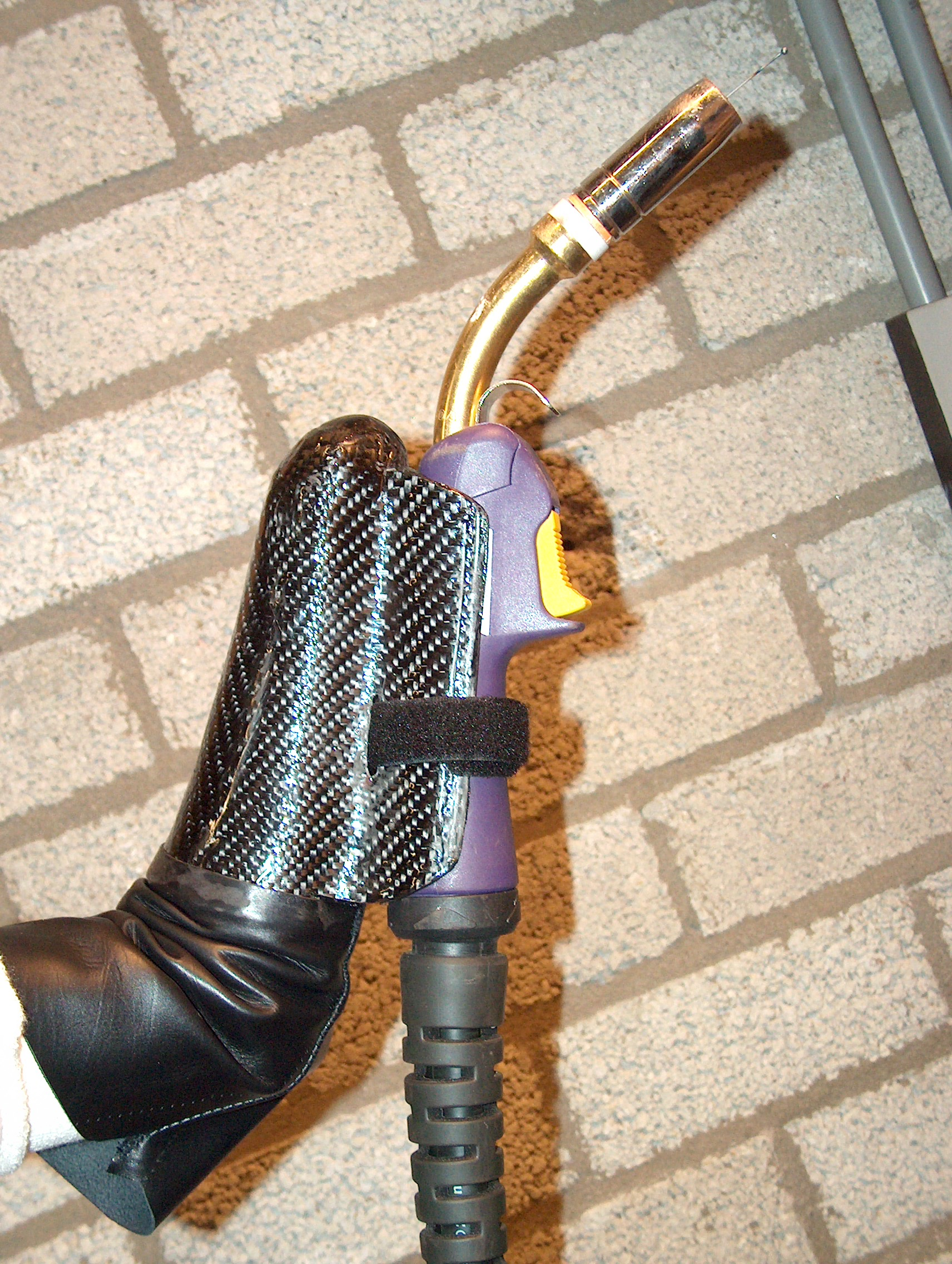
جوشکاری سرعتی
در جوشکاری سرعتی، از نازلی ویژه استفاده می‌شود که مشعل گاز داغ و میله جوشکاری را به یک سامانه یکپارچه تبدیل می‌کند. این نازل، میله جوش را از طریق لوله تغذیه به محل اتصال هدایت کرده و آن را به‌طور یکنواخت گرم می‌نماید، همچنین امکان اعمال فشار کنترل‌شده را فراهم می‌سازد. بخش پایینی نازل به‌گونه‌ای طراحی شده است که سطح اتصال را گرم کرده و میله جوش را به درون شیار هدایت کند. نازل‌ها متناسب با شکل و ابعاد مختلف میله‌های جوش، برای لوله‌های تغذیه طراحی می‌شوند و برای میله‌های دایره‌ای یا مثلثی در ابعاد رایج موجود هستند. استفاده از جوشکاری سرعتی عمدتاً به طراحی‌ها و پیکربندی‌های ساده اتصال محدود می‌شود، زیرا ابعاد نازل و میزان آزادی حرکت سیستم، استفاده از آن را در فضاهای پیچیده دشوار می‌سازد.

## پارامترهای فرایند
دمای گاز، فشار اعمالی، سرعت حرکت جوش، نرخ جریان گاز و جهت‌گیری مشعل همگی بر انسجام و خواص مکانیکی جوش نهایی تأثیر می‌گذارند. دما و نرخ جریان گاز پارامترهایی قابل کنترل هستند که بر اساس ورودی‌های سیستم تنظیم می‌شوند. فشار اعمالی، سرعت حرکت جوش و جهت‌گیری مشعل وابسته به مهارت و عملکرد اپراتور در هنگام انجام جوش هستند. این پارامترها به یکدیگر وابسته‌اند و همگی تأثیر قابل توجهی بر کیفیت نهایی جوش دارند.
دمای گاز و نرخ جریان
دمای گاز ورودی یک پارامتر قابل کنترل است که باید قبل از شروع فرایند جوشکاری برای دقت آن مورد بررسی قرار گیرد. دمای گاز داغ باید بالاتر از دمای ذوب یا دمای انتقال شیشه‌ای مواد انتخاب شود. دمای کافی برای غلبه بر انرژی فعال‌سازی مواد ضروری است، زیرا این امر منجر به کاهش گران‌روی و افزایش قابلیت جریان می‌شود که به انتشار مواد در سطح جوش کمک می‌کند. قرار گرفتن طولانی‌مدت در معرض دماهای بالا که از توصیه‌های سازنده ماده فراتر می‌روند، می‌تواند منجر به اکسیداسیون، تغییر شکل یا تجزیه مولکولی شود که ممکن است باعث خرابی اتصال گردد. کالیبراسیون و تأیید خروجی باید پس از ثابت شدن دمای گاز در مشعل جوشکاری انجام شود. نازل‌های نوک سرعت، حرارت را به طور مستقیم بر روی اتصال در یک منطقه خاص متمرکز کرده و انتقال مؤثر حرارت به سطوح جوش را تضمین می‌کنند. در صورتی که سرعت حرکت جوش به اندازه کافی حفظ نشود، دماهای جوشکاری توصیه‌شده که بالاتر از دمای ذوب یا دمای انتقال شیشه‌ای مواد در این نواحی جوش هستند، ممکن است از حد مجاز فراتر رفته و باعث بروز عیوب شوند.
انبساط حرارتی ناشی از فرآیند جوشکاری ممکن است منجر به تغییر شکل و بروز عیوب در جوش شود، در صورتی که اجزای قطعه به‌درستی مهار نشوند. همچنین باید به جنس سطح کار توجه شود تا از اتلاف حرارت جلوگیری شود؛ زیرا این اتلاف می‌تواند منجر به عدم نفوذ یا عدم ذوب مناسب در سطح اتصالات به دلیل گرمایش ناکافی شود.
برای حفظ گرمایش یکنواخت و کافی بر روی میله جوش و سطوح اتصال، جریان گاز داغ کافی ضروری است. این جریان می‌تواند از طریق استفاده از دمنده یا کمپرسور هوا کنترل شود. برای جلوگیری از آلودگی جوش، گاز داغ تأمین‌شده باید عاری از رطوبت و ناخالصی‌ها باشد. یک دمنده یا کمپرسور با ابعاد مناسب می‌تواند برای چندین مشعل گاز داغ مورد استفاده قرار گیرد، اگر یک مشعل گاز داغ در مشعل جوشکاری یکپارچه نشده باشد.
انرژی جوشکاری
انرژی جوشکاری وارد شده به سطح جوش در طی جوشکاری با گاز داغ می‌تواند برای پیش‌بینی استحکام کلی اتصال نهایی استفاده شود. انرژی جوشکاری (Ew) با استفاده از دمای گاز و نرخ جریان گاز از طریق رابطه زیر تعیین می‌شود:
{\displaystyle E_{w}={\frac {C_{p}(T_{2}-T_{1})q_{v}\rho }{S_{w}}}}
جایی که پارامترهای گاز داغ شامل ظرفیت حرارتی (Cp)، دمای اولیه و نهایی (T1 و T2 به ترتیب)، نرخ جریان حجمی (qv)، و چگالی (ρ) هستند. این خواص بر سرعت حرکت جوش (Sw) تقسیم می‌شوند. مطالعات انجام شده روی مواد نیمه‌بلوری نشان می‌دهند که هرچه انرژی ورودی جوشکاری به سطح بیشتر باشد، استحکام اتصال بالاتر خواهد بود. انرژی جوشکاری بالا با گران‌روی کمتر سطح جوش ارتباط دارد. سطح با گران‌روی کمتر امکان پخش بیشتر در سطح جوش را فراهم می‌کند که منجر به جوش قوی‌تری می‌شود، در حالی که گران‌روی بالاتر از پخش به راحتی پشتیبانی نمی‌کند و ممکن است منجر به کاهش استحکام اتصال شود.
خصوصیات گاز داغ بسته به نوع محیط استفاده شده برای جوشکاری متغیر است. در اکثر کاربردها از هوا استفاده می‌شود. در برخی موارد، سازنده ماده ممکن است به دلیل وجود خطرات و افزایش ایمنی استفاده از گازهای داغ دیگر مانند دی‌اکسیدکربن یا نیتروژن را توصیه کند.
فشار
فشار اعمالی بر جوش بر نفوذ کلی جوش و کیفیت اتصال تأثیر می‌گذارد. فشار به صورت دستی یا از طریق میله جوش به طور مستقیم یا به نازل نوک سرعت اعمال می‌شود. تکنیک جوشکاری و طراحی اتصال هر دو بر میزان فشاری که به جوش منتقل می‌شود تأثیر می‌گذارند.
فشار ناکافی می‌تواند منجر به تخلخل در سطح جوش، قابلیت ترشوندگی ضعیف و عیوب عدم ذوب شود. گاز داغ می‌تواند بین میله جوش و سطح اتصال به دام بیفتد که منجر به تشکیل حفره می‌شود. یکی از روش‌های کاهش حضور حفره‌ها، ایجاد شکاف ریشه به عنوان بخشی از طراحی اتصال است که از طریق آن گازهای داغ می‌توانند فرار کنند. نواحی غیر ذوب‌شده در جوش و حضور حفره‌ها می‌توانند به طور قابل توجهی استحکام کلی اتصال را کاهش دهند.
اعمال فشار در جوشکاری دستی ممکن است نسبت به جوشکاری با استفاده از نازل‌های سرعتی کارایی کمتری داشته باشد؛ با این حال، اثربخشی هر دو روش به مهارت اپراتور وابسته است. طراحی‌های اتصال دو-V نسبت به اتصال‌های تک-V توانایی بیشتری در تحمل فشار مؤثر جوشکاری دارند و کمتر در معرض مشکلات ناشی از عدم ذوب مناسب قرار می‌گیرند.
سرعت حرکت جوشکاری
سرعت حرکت جوشکاری تحت تأثیر ویژگی‌های مواد اجزای مورد جوش، دمای گاز داغ، اندازه میله جوش و روش مورد استفاده قرار دارد. به دلیل ماهیت دستی جوشکاری با گاز داغ، این فرایند معمولاً نسبت به سایر روش‌های جوشکاری ترموپلاستیک کندتر است. با استفاده از نازل سرعت، می‌توان به سرعت حرکت بالاتری دست یافت. تمرکز گاز داغ با دمای بالا در ناحیه جوش باعث می‌شود مواد ترموپلاستیک سریع‌تر گرم شده و راحت‌تر جاری شوند و در نتیجه، سرعت جوشکاری قابل دستیابی افزایش یابد. جوشکاری با سرعت بیش از حد بالا می‌تواند موجب کشیده شدن میله جوش، پر شدن غیر یکنواخت اتصال و تضعیف استحکام کلی جوش شود. از سوی دیگر، اگر سرعت حرکت بیش از حد کم باشد، قرارگیری طولانی‌مدت در معرض دمای بالا می‌تواند به آسیب در جوش منجر شود.
جهت‌گیری مشعل
زاویه قرارگیری مشعل جوشکاری و میله جوش نسبت به سطح اتصال، به تکنیک جوشکاری، نوع ماده‌ی میله جوش و طراحی اتصال بستگی دارد. جهت‌گیری صحیح مشعل نقش مهمی در توزیع یکنواخت حرارت، کنترل جریان مذاب و دستیابی به جوشی با کیفیت ایفا می‌کند.
جوشکاری سرعتی
برای اعمال فشار یکنواخت و حفظ تراز دقیق با شیار اتصال در هنگام جوشکاری با نوک سرعت، توصیه می‌شود جوشکار مشعل گاز داغ را از قسمت پایین در دست بگیرد. کیفیت مناسب جوش و نفوذ کافی زمانی حاصل می‌شود که میله جوش با فشاری ملایم از طریق لوله تغذیه وارد شیار شود و هم‌زمان، با حفظ سرعت یکنواخت، حرکت کششی رو به پایین ادامه یابد.

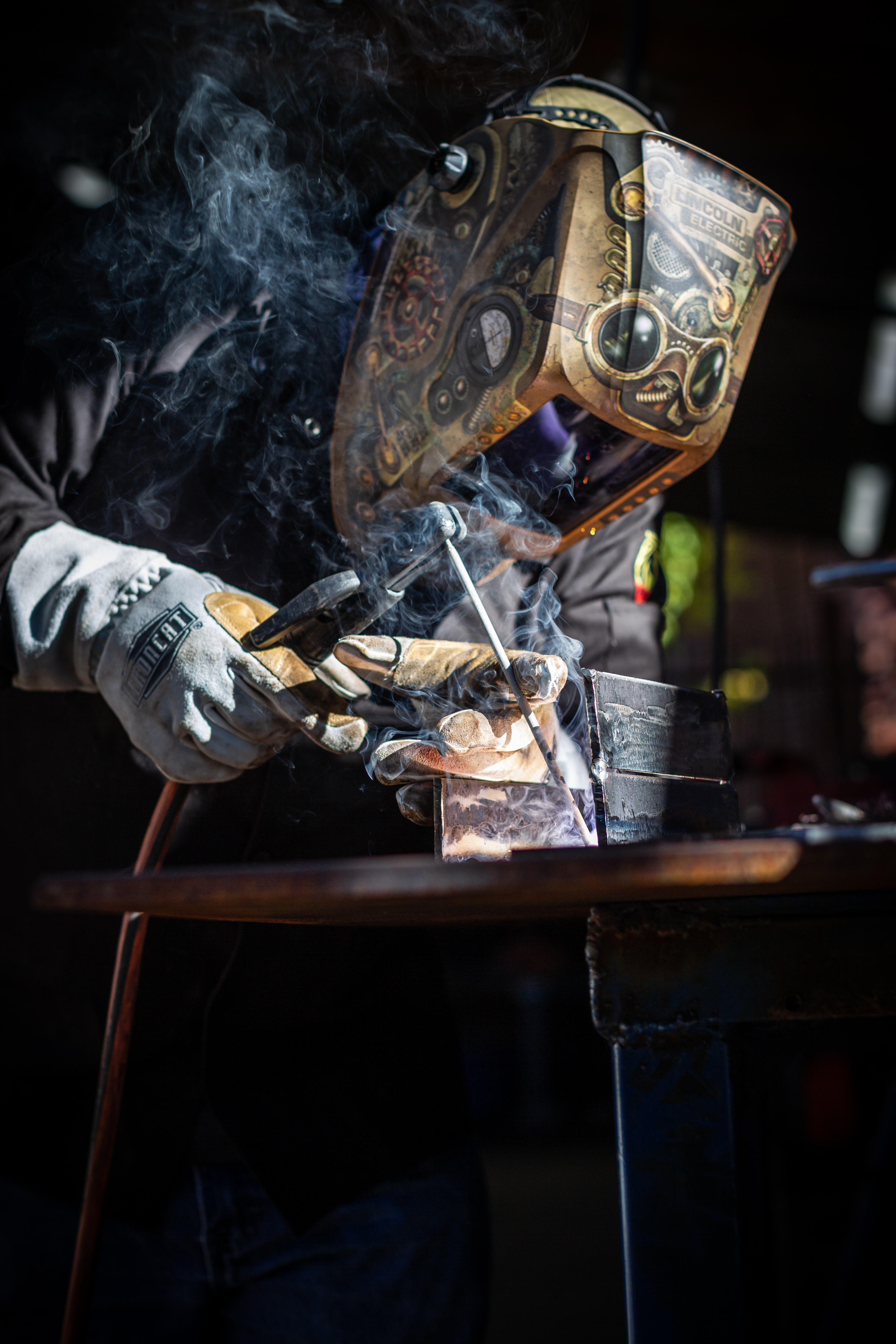
جوشکاری دستی
در جوشکاری دستی، زاویه قرارگیری میله جوش نسبت به شیار اتصال، وابسته به نوع ماده مورد استفاده است. برای هر ماده، زوایای مشخصی برای میله جوش توصیه می‌شود تا نفوذ مناسب حاصل شود و از ایجاد نقص یا تنش اضافی در اتصال جلوگیری گردد. قرارگیری دقیق میله جوش باعث ایجاد پدیده‌ای قابل مشاهده به نام "موج کمانی" در ریشه اتصال می‌شود که نشان‌دهنده وقوع پخش‌پذیری مؤثر در سطح جوش است. زاویه نادرست می‌تواند منجر به گرم شدن غیر یکنواخت، بروز نقص‌های جوش یا اعمال فشار ناکافی و در نتیجه ایجاد اتصالی ضعیف گردد.

## صلاحیت اپراتور جوشکار

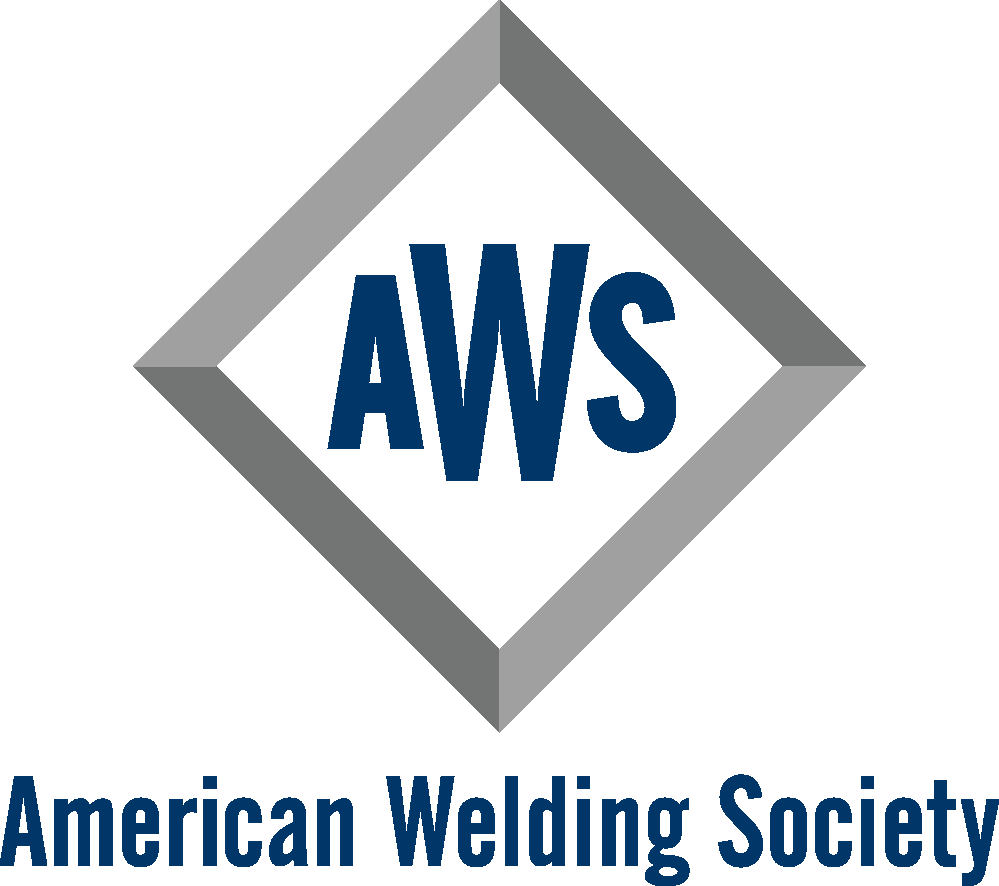
جامعه جوشکاری آمریکا

در کاربردهای صنعتی، فرآیندهای جوشکاری با گاز داغ توسط اپراتورهای آموزش‌دیده و دارای صلاحیت انجام می‌گیرد که مطابق با استانداردهای EN 13067 یا AWS B2.4 در این زمینه گواهی‌نامه دریافت کرده‌اند. استاندارد EN 13067 به‌عنوان استاندارد بین‌المللی برای احراز صلاحیت جوشکاران در مونتاژهای جوشکاری ترموپلاستیکی شناخته می‌شود و شامل تکنیک‌ها و فرآیندهای جوشکاری با گاز داغ نیز هست. جامعه جوشکاری آمریکا (AWS) نیز استاندارد AWS B2.4 را به‌عنوان مرجع آمریکایی برای تأیید صلاحیت در روش‌ها و عملکرد جوشکاری ترموپلاست‌ها منتشر کرده است. این استانداردها، تکنیک‌های صحیح و طراحی مناسب اتصال را برای شرایط مختلف جوشکاری مشخص می‌کنند.